# Rozpieracz (leśnictwo)
Rozpieracz – drzewo o szybszym rozwoju i silniejszym wzroście od otaczających go innych drzew tego samego gatunku i najczęściej w tym samym wieku. Rozpieracz ma tendencję do zagłuszania innych drzew w swoim otoczeniu, wykształca grube gałęzie i szeroką koronę, jego sękate drewno jest niskiej jakości. Gatunki tworzące rozpieracze to sosna, dąb i buk.
Unieszkodliwienie rozpieracza powinno nastąpić na etapie uprawy lub młodnika (w czyszczeniach lub trzebieżach), może polegać na jego wycięciu lub na jego ogłowieniu, czyli obcięciu 2-3 ostatnich okółków.
Zobacz też:
- przedrost
- przerost